# Seonica (Konjic)
Pour les articles homonymes, voir Seonica.
Seonica (en cyrillique : Сеоница) est un village de Bosnie-Herzégovine. Il est situé dans la municipalité de Konjic, dans le canton d'Herzégovine-Neretva et dans la fédération de Bosnie-et-Herzégovine. Selon les premiers résultats du recensement bosnien de 2013, il compte 100 habitants.

## Histoire
Dans le hameau de Gornja Mahala se trouve la « vieille mosquée », construite vers 1880 ; elle est inscrite sur la liste des monuments nationaux de Bosnie-Herzégovine.

## Démographie

### Évolution historique de la population
| 1948 | 1953 | 1961 | 1971 | 1981 | 1991 | 2013 |
| ---- | ---- | ---- | ---- | ---- | ---- | ---- |
| -    | -    | 289  | 285  | 258  | 252  | 100  |

|  |

### Communauté locale
En 1991, la communauté locale de Seonica comptait 1 376 habitants, répartis de la manière suivante :